# Cyamella
La cyamella è un osso sesamoide presente nel tendine prossimale del muscolo popliteo.
La cyamella rappresenta la vestigia evoluzionistica di un osso presente in altre specie di animali, specialmente piccoli mammiferi come cani e gatti. Nell'uomo è estremamente rara e rappresenta solo una variante anatomica, non essendo mai così grande da causare patologie di sorta.
La sua posizione e le sue dimensioni rendono molto difficile ottenerne immagini chiare sia in radiografia sia in risonanza magnetica, al punto che a oggi con tali metodologie è stato descritto un singolo caso umano.